# Dani Carvajal
Daniel Carvajal Ramos (* 11. ledna 1992 Leganés, Španělsko) je španělský profesionální  fotbalový obránce a reprezentant, který od roku 2013 hraje za španělský klub Real Madrid, kde Byl i kapitánem.
Během angažmá za Real Madrid se stal Šestinásobným vítězem Ligy mistrů UEFA, což je dělený rekord.

## Klubová kariéra

### Mládež
Daniel Carvajal se narodil v Leganés, předměstí Madridu. Ve svých deseti letech nastoupil do mládežnické akademie Realu Madrid, kde se postupně propracoval až do rezervního týmu v roce 2010.

### Bayer Leverkusen
11. července 2012 podepsal pětiletou smlouvu s německým klubem Bayer 04 Leverkusen, jejíž součástí byla výkupní klauzule pro případ, že by jej Real chtěl koupit zpět. Do Bayeru přestoupil za 5 milionů eur a po jedné sezóně jej Real vykoupil za 6,5 milionu eur zpět.
Za Leverkusen debutoval v německé Bundeslize 1. září 2012 v domácím zápase proti SC Freiburg (výhra 2:0). Dostal se zároveň do jedenáctky kola vyhlašované magazínem Kicker (šlo o 2. kolo). Během sezóny odehrál celkem 32 ligových zápasů a vstřelil jeden gól (25. listopadu 2012 proti Hoffenheimu – výhra 2:1, šlo o vítězný gól). Po sezóně se dostal v hlasování fanoušků se 16 % na třetí místo mezi nejlepšími pravými obránci Bundesligy (před ním skončili vítězný Acuto Učida z FC Schalke 04 a Philipp Lahm z Bayernu Mnichov).

### Návrat do Realu Madrid
Po výborných výkonech v Německu aktivoval Real Madrid výkupní klauzuli a Carvajal se v červenci 2013 stěhoval do A-mužstva slavného španělského klubu. Ligový titul v sezóně 2013/14 sice nezískal (vyhrálo jej Atlético Madrid), ale stal se vítězem Ligy mistrů UEFA po finálové výhře 4:1 po prodloužení v derby právě nad Atléticem Madrid. Rovněž vyhrál s Realem Copa del Rey 2013/14 (španělský pohár).
Carvajal odehrál celý zápas Superpoháru UEFA 2014, ve kterém porazil Real Madrid další španělský celek Sevillu, a také finále Mistrovství světa klubů v Maroku, kde Real vyřadil argentinské San Lorenzo. V prvním zápase semifinále Ligy mistrů proti Juventusu, 5. května 2015, fauloval ve vápně Carlose Téveze, který následně penaltu sám proměnil, díky čemuž postoupil Italský mistr do finále tohoto turnaje.
Dne 8. července 2015 podepsal Carvajal novou smlouvu s Merengues do roku 2020. Přispěl osmi zápasy a jednou vstřelenou brankou k vítězství v Lize mistrů v sezóně 2015/16. Ve finále byl proti Atléticu Madrid vystřídán kvůli zranění, Real však i přesto dokázal Atlético porazit po pokutových kopech.

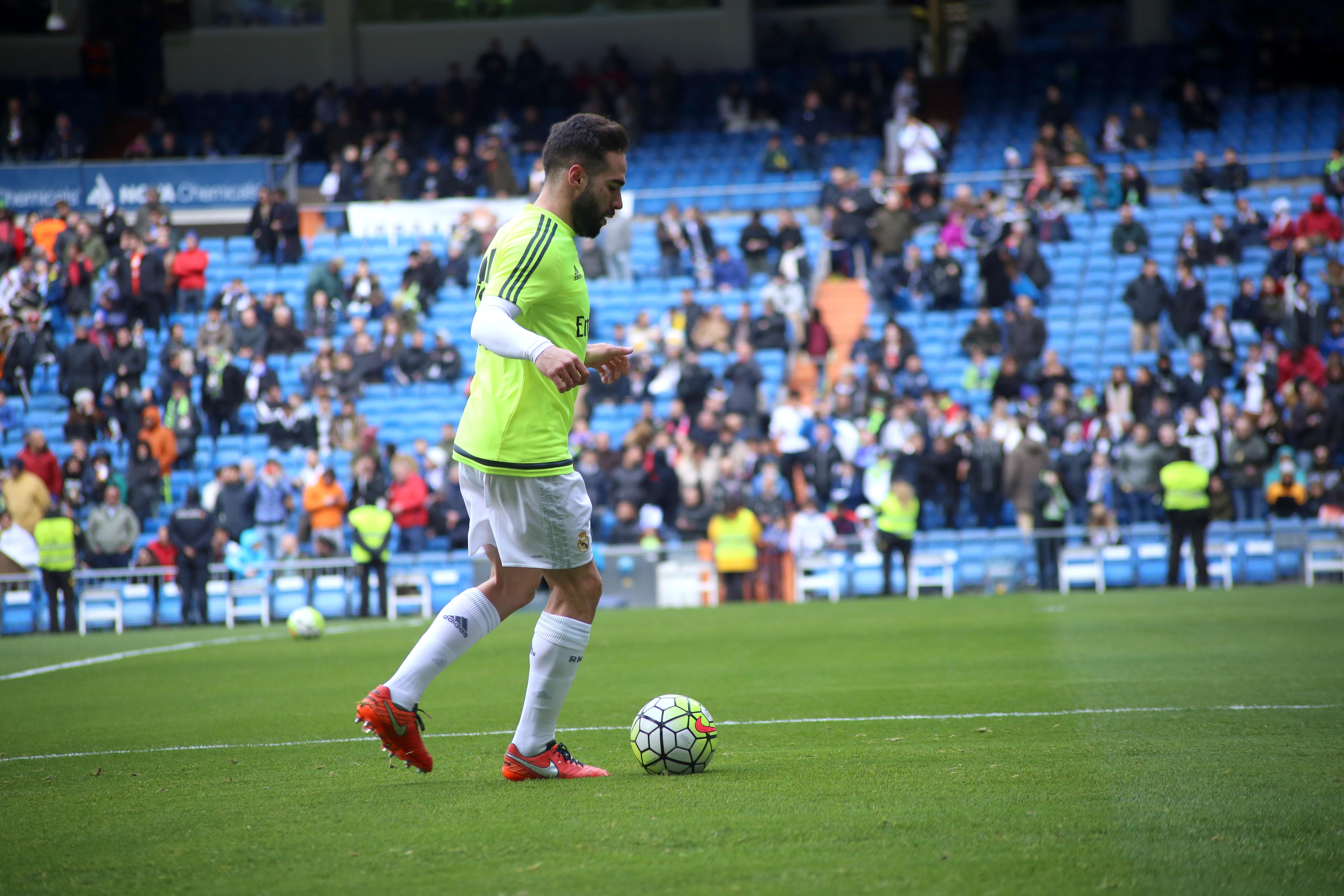
Carvajal v dresu Realu Madrid (2016)

9. srpna 2016 startoval v utkání Superpoháru UEFA proti Seville v Trondheimu a v 119. minutě skóroval po individuálním akci, čímž dovedl tým k další trofeji. Během ligové sezóny, i přes několik zranění, odehrál 23 zápasů a pomohl tak týmu stát se ligovými šampióny. Dne 3. prosince 2016, poté, co Sergio Ramos v poslední minutě vyrovnal v El Clásicu na Camp Nou, oslavoval branku tím, že ukázal prostředníček soupeřovým fanouškům, později se však za své chování omluvil. Po téměř jednom měsíci stráveném na lavičce se vrátil na hřiště ve finále Ligy mistrů 3. června, ve kterém Real porazil Juventus Turín a radoval se z třetího vítězství v soutěži za poslední čtyři roky.
Dne 17. září 2017 byl Carvajalův kontrakt prodloužen do roku 2022. V následujícím měsíci byl odsunutý mimo startovní jedenáctku poté, co měl problémy se srdcem; v průběhu dalšího ročníku Ligy mistrů si připsal osm startů a pomohl týmu vyhrát svůj třetí po sobě jdoucí a 13. celkový titul. Ve finále proti Liverpoolu byl kvůli zranění nucen opustit hřiště, nicméně Real vyhrál poměrem 3:1.
Carvajal vstřelil 19. srpna 2018 první ligový gól Realu Madrid v nové sezóně při domácím vítězství 2:0 nad Getafe.
V následující sezóně byl pravidelným členem základní jedenáctky, když Real Madrid vyhrál v La Lize 2019/2020.
Při čtvrté výhře Realu nad Barcelonou (2:1) v El Clásicu v řadě 24. října 2021 odehrál 300. soutěžní střetnutí za celek z Madridu. Na hřišti se objevil jako střídající hráč v závěru zápasu.
Trenér Carlo Ancelotti jej 28. května 2022 nasadil do základní sestavy při finále Ligy mistrů s Liverpoolem. Carvajal odehrál celý zápas a nejprestižnější evropskou trofej vybojoval popáté, čímž společně s Karimem Benzemou a Lukou Modrićem dorovnali rekord Cristiana Ronalda v počtu prvenství v novodobé éře této soutěže.

## Reprezentační kariéra

### Mládežnické reprezentace
Carvajal reprezentoval Španělsko v mládežnických kategoriích. Zúčastnil se Mistrovství Evropy hráčů do 19 let 2011 v Rumunsku, kde mladí Španělé porazili ve finále Českou republiku 3:2 v prodloužení.
Také reprezentoval na Mistrovství Evropy hráčů do 21 let v Izraeli, kde Španělé získali zlaté medaile po finálové výhře 4:2 nad rovesníky z Itálie.

### A-mužstvo
V A-mužstvu Španělska přezdívaném La Furia Roja debutoval 4. 9. 2014 v přátelském zápase proti domácímu týmu Francie (prohra 0:1).
Zúčastnil se Mistrovství světa 2018 v Rusku, kde Španělsko vypadlo v osmifinále.

## Statistiky

### Klubové
K zápasu odehranému 7. srpna 2020
| Klub             | Sezóna  | Liga             | Liga   | Liga | Pohár  | Pohár | Evropské | Evropské | Ostatní1 | Ostatní1 | Celkem | Celkem |
| Klub             | Sezóna  | Liga             | Zápasy | Góly | Zápasy | Góly  | Zápasy   | Góly     | Zápasy   | Góly     | Zápasy | Góly   |
| ---------------- | ------- | ---------------- | ------ | ---- | ------ | ----- | -------- | -------- | -------- | -------- | ------ | ------ |
| Real Madrid B    | 2010/11 | Segunda División | 30     | 1    | —      | —     | —        | —        | 0        | 0        | 30     | 1      |
| Real Madrid B    | 2011/12 | Segunda División | 38     | 2    | —      | —     | —        | —        | 0        | 0        | 38     | 2      |
| Real Madrid B    | Celkem  | Celkem           | 68     | 3    | —      | —     | —        | —        | 0        | 0        | 68     | 3      |
| Bayer Leverkusen | 2012/13 | Bundesliga       | 32     | 1    | 2      | 0     | 2        | 0        | 0        | 0        | 36     | 1      |
| Real Madrid      | 2013/14 | La Liga          | 31     | 2    | 4      | 0     | 10       | 0        | 0        | 0        | 45     | 2      |
| Real Madrid      | 2014/15 | La Liga          | 30     | 0    | 3      | 0     | 5        | 0        | 5        | 0        | 43     | 0      |
| Real Madrid      | 2015/16 | La Liga          | 22     | 0    | 0      | 0     | 8        | 1        | —        | —        | 30     | 1      |
| Real Madrid      | 2016/17 | La Liga          | 23     | 0    | 4      | 0     | 11       | 0        | 3        | 1        | 41     | 1      |
| Real Madrid      | 2017/18 | La Liga          | 25     | 0    | 4      | 0     | 8        | 0        | 4        | 0        | 41     | 0      |
| Real Madrid      | 2018/19 | La Liga          | 24     | 1    | 4      | 0     | 6        | 0        | 3        | 0        | 37     | 1      |
| Real Madrid      | 2019/20 | La Liga          | 31     | 1    | 2      | 0     | 7        | 0        | 2        | 0        | 42     | 1      |
| Real Madrid      | Celkem  | Celkem           | 186    | 4    | 21     | 0     | 55       | 1        | 17       | 1        | 279    | 6      |
| Celkem           | Celkem  | Celkem           | 286    | 8    | 23     | 0     | 57       | 1        | 17       | 1        | 383    | 10     |

1 Zápasy Supercopy de España, Superpoháru UEFA a Mistrovství světa klubů.

### Reprezentační

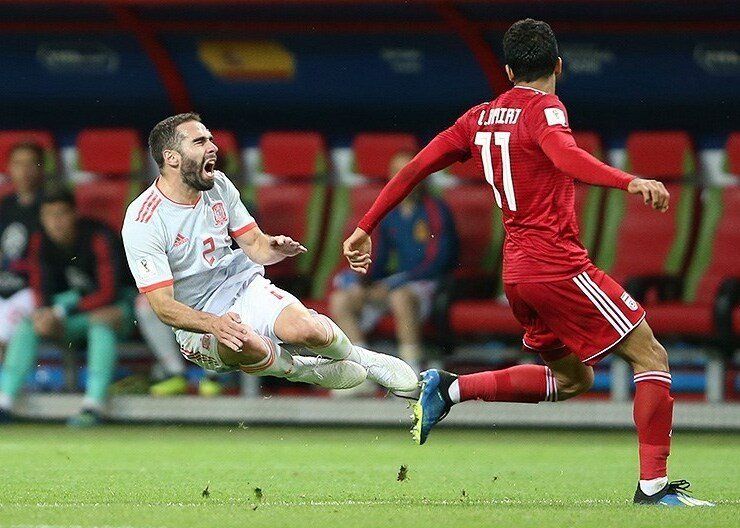
Carvajal v zápase Mistrovství světa proti Íránu (2018)

K zápasu odehranému 18. listopadu 2019
| Španělsko | Španělsko | Španělsko |
| Rok       | Zápasy    | Góly      |
| --------- | --------- | --------- |
| 2014      | 2         | 0         |
| 2015      | 3         | 0         |
| 2016      | 4         | 0         |
| 2017      | 4         | 0         |
| 2018      | 7         | 0         |
| 2019      | 4         | 0         |
| Celkem    | 24        | 0         |

## Ocenění

### Klubové
Real Madrid Castilla
- Segunda División B: 2011/12

Real Madrid
- La Liga: 2016/17, 2019/20[28]
- Copa del Rey: 2013/14
- Supercopa de España: 2017,[39] 2019/20[40]
- Liga mistrů UEFA: 2013/14, 2015/16, 2016/17, 2017/18, 2021/22
- Superpohár UEFA: 2014, 2016, 2017
- Mistrovství světa klubů: 2014, 2016, 2017,[41] 2018

### Reprezentační
Španělsko U21
- Mistrovství Evropy hráčů do 21 let: 2013

Španělsko U19
- Mistrovství Evropy hráčů do 19 let: 2011

### Individuální
- Jedenáctka sezóny Ligy mistrů UEFA: 2013/14, 2016/17[42][43]
- Jedenáctka sezóny La Ligy podle UEFA: 2016–17[44]